# Saison 8 d'Urgences
Chronologie
Saison 7 Saison 9
Cet article présente le guide des épisodes de la huitième saison de la série télévisée Urgences (E.R.).
À noter, dans un but de clarification des personnages : il existe différents « grades » concernant les employés d'un hôpital, pour plus de précision consultez la section grades de l'article principal Urgences.

## Distribution

### Acteurs principaux
- Anthony Edwards (VF : William Coryn) : Dr Mark Greene, urgentiste titulaire (décède lors de l'épisode 21, est quand même crédité au générique de l'épisode 22)
- Eriq La Salle (VF : Thierry Desroses) : Dr Peter Benton, titulaire en chirurgie traumatologique (départ lors de l'épisode 10, réapparait lors des épisodes 15 et 21)
- Noah Wyle (VF : Eric Missoffe) : Dr John Carter, urgentiste résident de 4e année, chef des internes
- Sherry Stringfield (VF : Emmanuelle Bondeville) : Dr Susan Lewis, urgentiste titulaire (retourne dans la série dès l'épisode 4)
- Laura Innes (VF : Stéphanie Murat) : Dr Kerry Weaver, urgentiste titulaire, chef des urgences
- Alex Kingston (VF : Catherine Privat) : Dr Elizabeth Corday, titulaire en chirurgie traumatologique, chef associée de la chirurgie
- Paul McCrane (VF : Marc Perez) : Dr Robert « La Flèche » Romano, titulaire en chirurgie générale, chef du personnel de l'hôpital, chef de la chirurgie
- Goran Višnjić (VF : Stéphane Ronchewski) : Dr Luka Kovac, urgentiste titulaire
- Michael Michele (VF : Sophie Baranes) : Dr Cleo Finch, pédiatre résidente de 4e année (départ lors de l'épisode 10, réapparaît lors de l'épisode 21)
- Erik Palladino (VF : Kris Bénard) : Dr Dave Malucci, urgentiste résident de 3e année (départ lors de l'épisode 4)
- Ming-Na (VF : Yumi Fujimori) : Dr Jing-Meï « Deb » Chen, urgentiste résidente de 4e année, chef des internes lors des quatre premiers épisodes, puis urgentiste titulaire à partir de l'épisode 12
- Maura Tierney (VF : Laura Blanc) : Abby Lockhart, infirmière surveillante
- Sharif Atkins (VF : Lionel Melet) : Michael Gallant, externe (3e année) (récurrent à partir de l'épisode 7, devient régulier à partir de l'épisode 15)

### Acteurs récurrents

#### Membres du personnel de l'hôpital
- John Aylward (VF : Michel Bedetti) : Dr Donald « Don » Anspaugh, titulaire en chirurgie générale, membre du conseil de l'hôpital
- Matthew Glave : Dr Dale Edson, chirurgien résident de 6e année
- Mekhi Phifer (VF : Didier Cherbuy) : Dr Gregory Pratt, interne aux urgences
- David Brisbin (nl) : Dr Alexander Babcock, anesthésiste
- Perry Anzilotti (en) : Perry, anesthésiste
- Megan Cole : Dr Alice Upton, pathologiste
- Conni Marie Brazelton (VF : Barbara Delsol) : Connie Oligario, infirmière
- Ellen Crawford (VF : Anne Ludovik) : Lydia Wright, infirmière
- Deezer D (en) (VF : Martin Brieuc) : Malik McGrath, infirmier
- Yvette Freeman (VF : Maïté Monceau) : Haleh Adams, infirmière (dénommée Shirley Adams dans la version française)
- Lily Mariye (en) (VF : Catherine Artigala) : Lily Jarvik, infirmière
- Laura Cerón (VF : Colette Nucci) : Ethel « Chuny » Marquez, infirmière
- Gedde Watanabe : Yosh Takata, infirmier
- Kyle Richards : Dori, infirmière
- Lucy Rodriguez : Bjerke, infirmière
- Dinah Lenney (en) : Shirley, infirmière en chirurgie
- Bellina Logan (en) : Kit, infirmière en chirurgie
- Nadia Shazana : Jacy, infirmière en chirurgie
- Abraham Benrubi (VF : Bruno Carna) : Jerry Markovic, réceptionniste
- Troy Evans (VF : Christian Peythieu) : Frank Martin, réceptionniste
- Kristin Minter (VF : Déborah Perret) : Miranda « Randi » Fronczak, réceptionniste
- Pamela Sinha : Amira, réceptionniste
- Julie Delpy : Nicole, économat
- Emily Wagner (VF : Annabelle Roux) : Doris Pickman, secouriste
- Montae Russell (en) : Zadro White, secouriste
- Lynn A. Henderson (VF : Véronique Alycia) : Pamela Olbes, secouriste
- Brian Lester : Brian Dumar, secouriste
- Demetrius Navarro (en) : Morales, secouriste
- Michelle Bonilla : Christine Harms, secouriste
- Erica Gimpel : Adele Neuman, services sociaux

#### Autres
- Christine Harnos (en) (VF : Nathalie Régnier) : Jennifer « Jenn » Simon, ex-femme de Mark Greene
- Hallee Hirsh (VF : Fily Keita) : Rachel Greene, fille de Mark Greene
- Chris Sarandon : Dr Burke, cancérologue de Mark Greene
- Khandi Alexander (VF : Maïk Darah) : Jackie Robbins, sœur de Peter Benton
- Matthew Watkins : Reese Benton, fils de Peter Benton
- Roma Maffia : Janice Prager, avocate de Peter Benton
- Vondie Curtis-Hall (VF : Patrice Baudrier) : Roger McGrath, veuf de Carla Reese
- Frances Sternhagen : Millicent Carter, grand-mère de John Carter
- Mary McDonnell : Eleanor Carter, mère de John Carter
- Michael Gross : John « Jack » Carter, père de John Carter
- Lisa Vidal (VF : Cathy Diraison) : Sandy Lopez, pompière et petite-amie de Kerry Weaver
- Mark Valley (VF : Constantin Pappas) : Richard Lockhart, ex-mari d'Abby Lockhart
- Christina Hendricks : Joyce, voisine d'Abby Lockhart et patiente récurrente
- Matthew Settle : Brian, voisin d'Abby Lockhart
- Michael Ironside (VF : Jean-François Aupied) : Dr William « Wild Willy » Swift, présent à l'enterrement de Mark Greene
- Chad McKnight : officier Wilson, policier
- David Krumholtz : Paul Sobriki, patient schizophrène

## Épisodes

### Épisode 1:Portraits croisés
- États-Unis : 27 septembre 2001 sur NBC

 États-Unis : 28,20 millions de téléspectateurs
- France : 8 septembre 2002 sur France 2

- John Aylward (Dr Donald Anspaugh)
- Khandi Alexander (Jackie Robbins)
- Yvette Freeman (Haley Adams)
- Laura Ceron (Chuny Marquez)
- Connie Marie Brazelton (Connie Oligario)
- Deezer D (Malik)
- Kristin Minter (Randy Fronczak)
- Bellina Logan (Kit)
- Erica Gimpel (Adele Newman)
- Frances Sternhagen (Millicent Carter)
- Emily Wagner (Doris Pickman)
- Monté Russell (Zadro White)
- Lynn A Henderson (Pamela Olbes)
- Demetrius Navarro (Morales)

### Épisode 2:Aussi longtemps que tu resteras
- États-Unis : 4 octobre 2001 sur NBC

 États-Unis : 26,90 millions de téléspectateurs
- France : 8 septembre 2002 sur France 2

- Julie Delpy (Nicole)
- Yvette Freeman (Haley Adams)
- Laura Ceron (Chuny Marquez)
- Lily Mariye (Lily Jarvik)
- Connie Marie Brazelton (Connie Oligario)
- Deezer D (Malik)
- Gedde Watanabe (Yosh Takata)
- Erica Gimpel (Adele Newman)
- Perry Anzilloti (Perry)
- Emily Wagner (Doris Pickman)
- Monté Russell (Zadro White)
- Michelle Bonilla (Harms)
- Matthew Watkins (Reese)
- Vondie Curtis Hall (Roger)
- Matthew Glave (Dr Dale Edson)

### Épisode 3:Des enfants sur les bras
- États-Unis : 11 octobre 2001 sur NBC

 États-Unis : 21,69 millions de téléspectateurs
- France : 15 septembre 2002 sur France 2

- Hallee Hirsh (Rachel Greene)
- Khandi Alexander (Jackie Robbins)
- Yvette Freeman (Haley Adams)
- Laura Ceron (Chuny Marquez)
- Deezer D (Malik)
- Kristin Minter (Randy Fronczak)
- Kyle Richards (Dori)
- Dinah Lenney (Shirley)
- Frances Sternhagen (Millicent Carter)
- Christine Harnos (Jennifer Simons)
- Lynn A Henderson (Pamela Olbes)
- Michelle Bonilla (Harms)
- Matthew Watkins (Reese)
- David Brisbin (Dr Alex Babcock)

### Épisode 4:Fontaine, je ne boirai pas…
- États-Unis : 18 octobre 2001 sur NBC

 États-Unis : 26,71 millions de téléspectateurs
- France : 15 septembre 2002 sur France 2

- Julie Delpy (Nicole)
- Khandi Alexander (Jackie Robbins)
- Ellen Crawford (Lydia Wright)
- Troy Evans (Frank Martin)
- Yvette Freeman (Haley Adams)
- Laura Ceron (Chuny Marquez)
- Connie Marie Brazelton (Connie Oligario)
- Gedde Watanabe (Yosh Takata)
- Dinah Lenney (Shirley)
- Nadia Shazana (Jacy)
- Lynn A Henderson (Pamela Olbes)
- Demetrius Navarro (Morales)
- Michelle Bonilla (Harms)
- Matthew Watkins (Reese)
- Vondie Curtis Hall (Roger)
- David Brisbin (Dr Alex Babcock)

### Épisode 5:La Rentrée de Susan Lewis
- États-Unis : 25 octobre 2001 sur NBC

 États-Unis : 27,38 millions de téléspectateurs
- France : 22 septembre 2002 sur France 2

- Hallee Hirsh (Rachel Green)
- Khandi Alexander (Jackie Robbins)
- Troy Evans (Frank Martin)
- Yvette Freeman (Haley Adams)
- Laura Ceron (Chuny Marquez)
- Deezer D (Malik)
- Gedde Watanabe (Yosh Takata)
- Dinah Lenney (Shirley)
- Frances Sternhagen (Millicent Carter)
- Emily Wagner (Doris Pickman)
- Monté Russell (Zadro White)
- Brian Lester (Dumar)
- Matthew Watkins (Reese)
- Vondie Curtis Hall (Roger)
- Perry Anzilloti (Perry)
- Emilio Rivera (Emilio Cardazco)

### Épisode 6:Souhaits et Prières
- États-Unis : 1er novembre 2001 sur NBC

 États-Unis : 24,68 millions de téléspectateurs
- France : 15 septembre 2002 sur France 2

- Hallee Hirsh (Rachel Greene)
- Julie Delpy (Nicole)
- Khandi Alexander (Jackie Robbins)
- Troy Evans (Frank Martin)
- Lily Mariye (Lily Jarvik)
- Connie Marie Brazelton (Connie Oligario)
- Deezer D (Malik)
- Dinah Lenney (Shirley)
- Nadia Shazana (Jacy)
- Emily Wagner (Doris Pickman)
- Lynn A Henderson (Pamela Olbes)
- Matthew Watkins (Reese)
- Vondie Curtis Hall (Roger)
- Megan Cole (DrUpton)

### Épisode 7:Quand le doute s'installe
- États-Unis : 8 novembre 2001 sur NBC

 États-Unis : 26,85 millions de téléspectateurs
- France : 29 septembre 2002 sur France 2

- Hallee Hirsh (Rachel Greene)
- Julie Delpy (Nicole)
- Khandi Alexander (Jackie Robbins)
- Sharif Atkins (Michael Gallant)
- Troy Evans (Frank Martin)
- Yvette Freeman (Haley Adams)
- Laura Ceron (Chuny Marquez)
- Deezer D (Malik)
- Bellina Logan (Kit)
- Frances Sternhagen (Millicent Carter)
- Brian Lester (Dumar)
- Matthew Watkins (Reese)
- Nadia Shazana (Jacy)
- David Brisbin (Dr Alex Babcock)

Cet épisode marque la première apparition de Sharif Atkins en tant qu'acteur invité d'abord puis qui deviendra le personnage récurrent de Michael Gallant pour plusieurs saisons. 

### Épisode 8:Nuageux, avec risques d'averse
- États-Unis : 15 novembre 2001 sur NBC

 États-Unis : 27,37 millions de téléspectateurs
- France : 29 septembre 2002 sur France 2

- Hallee Hirsh (Rachel Greene)
- Julie Delpy (Nicole)
- Lisa Vidal (Sandy Lopez)
- Sharif Atkins (Michael Gallant)
- Troy Evans (Frank Martin)
- Yvette Freeman (Haley Adams)
- Laura Ceron (Chuny Marquez)
- Lily Mariye (Lily Jarvik)
- Deezer D (Malik)
- Frances Sternhagen (Millicent Carter)
- Emily Wagner (Doris Pickman)
- Lynn A Henderson (Pamela Olbes)
- Monté Russell (Zadro White)
- Brian Lester (Dumar)
- Matthew Watkins (Reese)
- Vondie Curtis Hall (Roger)

### Épisode 9:Quo Vadis?
- États-Unis : 22 novembre 2001 sur NBC

 États-Unis : 23,58 millions de téléspectateurs
- France : 6 octobre 2002 sur France 2

- Hallee Hirsh (Rachel Greene)
- Julie Delpy (Nicole)
- Khandi Alexander (Jackie Robbins)
- Lisa Vidal (Sandy Lopez)
- Sharif Atkins (Michael Gallant)
- Troy Evans (Frank Martin)
- Yvette Freeman (Haley Adams)
- Laura Ceron (Chuny Marquez)
- Lily Mariye (Lily Jarvik)
- Deezer D (Malik)
- Dinah Lenney (Shirley)
- Monté Russell(Zadro White)
- Lynn A Henderson (Pamela Olbes)
- Matthew Watkins (Reese)
- Vondie Curtis Hall (Roger)
- Rick Gonzalez (Jorge Escalona)

### Épisode 10:Noël en famille
- États-Unis : 13 décembre 2001 sur NBC
- France : 6 octobre 2002 sur France 2

- Julie Delpy (Nicole)
- Khandi Alexander (Jackie)
- Lisa Vidal (Sandy Lopez)
- Sharif Atkins (Michael Gallant)
- Yvette Freeman (Haley Adams)
- Laura Ceron (Chuny Marquez)
- Lily Mariye (Lily Jarvik)
- Kristin Minter (Randy Fronczak)
- Dinah Lenney (Shirley)
- Frances Sternhagen (Millicent Carter)
- Pamela Sinha (Amira)
- Lynn A Henderson (Pamela Olbes)
- Matthew Watkins (Reese)
- Vondie Curtis Hall (Roger)

Cet épisode se déroule du 13 décembre jusqu'à peu après le jour de Noël. Si la grand-mère de Carter se remet de son accident et de sa fracture de la hanche, John est très content de savoir que ses parents viendront passer les fêtes à Chicago, quelque chose qui n'était pas arrivé depuis des années. Alors qu'il est heureux de pouvoir être en famille, seul son père revient et lui annonce que sa mère ne sera pas présente. En effet son papa demande le divorce et ils sont donc en cours de séparation. Carter est surpris et extrêmement triste et cela mine tant son moral qu'il est contraint de se confier à Susan. Le procès pour la garde de Reese se poursuit et au gré des audiences la situation est en train d'échapper à Peter. Le juge lui demande des preuves qu'il peut alléger ses horaires de travail en guise de sa volonté d'être un vrai père. Peter consulte Romano qui refuse en bloc ses exigences puis lui accorde chichement les weekends mais cela reste insuffisant. Il décide de démissionner et partira à la fin de la semaine. Cleo étant à Shaumburg, il sait qu'un poste est disponible et se rend sur place rencontrer le directeur. Il l'obtient avec de meilleures conditions financières qu'au Cook County et à ses horaires. Cependant le juge lui avait accordé 24 heures et il a dépassé ce délai. C'est l'heure du verdict et le magistrat demande à s'entretenir avec Reese. Chacune des parties retient son souffle. l'une comme l'autre a des arguments solides. Finalement la garde va échoir à Peter et Roger obtiendra un droit de visite car Reese l'aime beaucoup et il est son second papa. Luka cherche Nicole mais il semble qu'elle soit partie. Abby découvre par hasard que Nicole s'est fait avorter à l'hôpital. Elle était réellement enceinte mais avait expliqué qu'elle avait menti à Luka sur sa grossesse. Elle demande à Abby de ne rien lui en dire. Kerry propose toujours un restaurant à Lopez mais son emploi du temps a rendu la chose difficile. Elle invite donc la coordinatrice des premiers secours chez elle. 
Cet épisode marque les départs des Dr Peter Benton et Cleo Finch (joués respectivement par Eriq LaSalle et Michael Michele). Le personnage de Benton sera encore présent pour deux petites scènes dans les épisodes suivants puis reviendra lors de la toute dernière saison et dans l'ultime épisode. Nicole (Julie Delpy) quitte également la série.

### Épisode 11:L'Irréparable
- États-Unis : 10 janvier 2002 sur NBC

 États-Unis : 25,42 millions de téléspectateurs
- France : 13 octobre 2002 sur France 2

- Hallee Hirsh (Rachel Greene)
- Lisa Vidal (Sandy Lopez)
- Sharif Atkins (Michael Gallant)
- Troy Evans (Frank Martin)
- Yvette Freeman (Haley Adams)
- Laura Ceron (Chuny Marquez)
- Lily Mariye (Lily Jarvik)
- Deezer D (Malik)
- Kristin Minter (Randy Fronczak)
- Frances Sternhagen (Millicent Carter)
- Lynn A Henderson (Pamela Olbes)
- Sally Field (Voix de Maggie)

### Épisode 12:Une rivière en Égypte
- États-Unis : 17 janvier 2002 sur NBC

 États-Unis : 26,14 millions de téléspectateurs
- France : 13 octobre 2002 sur France 2

- Hallee Hirsh (Rachel Greene)
- Lisa Vidal (Sandy Lopez)
- Sharif Atkins (Michael Gallant)
- Troy Evans (Frank Martin)
- Laura Ceron (Chuny Marquez)
- Connie Marie Brazelton (Connie)
- Deezer D (Malik)
- Gedde Watanabe (Yosh Takata)
- Erica Gimpel (Adele Newman)
- Lynn A Henderson (Pamela Olbes)
- Michelle Bonilla (Harms)

### Épisode 13:Le mal est fait
- États-Unis : 31 janvier 2002 sur NBC

 États-Unis : 24,75 millions de téléspectateurs
- France : 20 octobre 2002 sur France 2

- Hallee Hirsh (Rachel Greene)
- Sharif Atkins (Michael Gallant)
- Troy Evans (Frank Martin)
- Yvette Freeman (Haley Adams)
- Laura Ceron (Chuny Marquez)
- Bellina Logan (Kit)
- Emily Wagner (Doris Pickman)
- Lynn A Henderson (Pamela Olbes)
- Demetrius Navarro (Morales)
- Michelle Bonilla (Harms)
- David Brisbin (Dr Alex Babcock)

### Épisode 14:Un coup du destin
- États-Unis : 7 février 2002 sur NBC

 États-Unis : 27,35 millions de téléspectateurs
- France : 20 octobre 2002 sur France 2

- Hallee Hirsh (Rachel Greene)
- Abraham Benrubi (Jerry Markovic)
- Ellen Crawford (Lydia)
- Troy Evans (Frank Martin)
- Lily Mariye (Lily Jarvik)
- Connie Marie Brazelton (Connie)
- Deezer D (Malik)
- Gedde Watanabe (Yosh Takata)
- Bellina Logan (Kit)
- Emily Wagner (Doris Pickman)
- Lynn A Henderson (Pamela Olbes)
- Monté Russell (Zadro White)
- Demetrius Navarro (Morales)
- David Brisbin (Dr Alex Babcock)

### Épisode 15:Tout est dans la tête
- États-Unis : 28 février 2002 sur NBC
- France : 27 octobre 2002 sur France 2

- Hallee Hirsh (Rachel Greene)
- Abraham Benrubi (Jerry Markovic)
- Troy Evans (Frank Martin)
- Yvette Freeman (Haley Adams)
- Laura Ceron (Chuny Marquez)
- Lily Mariye (Lily Jarvik)
- Deezer D (Malik)
- Erica Gimpel (Adele Newman)
- Lynn A Henderson (Pamela Olbes)
- Chris Sarandon (Dr Burke)

À la fin de cet épisode, Peter Benton (Eriq La Salle) revient faire une petite apparition en tant que personnage invité.
Sharif Atkins intègre le générique et devient personnage récurrent.

### Épisode 16:Secrets et Mensonges
- États-Unis : 7 mars 2002 sur NBC
- France : 27 octobre 2002 sur France 2

- Laura Cerón (Chuny Marquez)
- Deezer D (Malik McGrath)
- Gedde Watanabe (Yosh Takata)
- Troy Evans (Frank Martin)
- Brad Grunberg (Homme masqué)
- Stewart Skelton (John Taylor)
- Patricia Thielemann (Medusa)
- Lyn Alicia Henderson (Pamela Olbes)
- Cynthia Cervini (Femme)
- Jan Devereaux (Francis)
- Brian Lester (Brian Dumar)

Cet épisode est tourné en majorité hors de l'hôpital dans une pièce close. Cette situation va révéler une partie de la vie privée des cinq participants. Il fait référence au film Breakfast Club.

### Épisode 17:Aveux difficiles
- États-Unis : 28 mars 2002 sur NBC

 États-Unis : 24,82 millions de téléspectateurs
- France : 3 novembre 2002 sur France 2

- Hallee Hirsh (Rachel Greene)
- Lisa Vidal (Sandy Lopez)
- Abraham Benrubi (Jerry Markovic)
- Ellen Crawford (Lydia)
- Troy Evans (Frank Martin)
- Yvette Freeman (Haley Adams)
- Laura Ceron (Chuny Marquez)
- Lily Mariye (Lily Jarvik)
- Deezer D (Malik)
- Dinah Lenney (Shirley)
- Erica Gimpel (Adele Newman)
- Lynn A Henderson (Pamela Olbes)
- Demetrius Navarro (Morales)

### Épisode 18:La Ceinture d'Orion
- États-Unis : 4 avril 2002 sur NBC
- France : 3 novembre 2002 sur France 2

- Mekhi Phifer (Dr Greg Pratt)
- Troy Evans (Frank Martin)
- Yvette Freeman (Haley Adams)
- Laura Ceron (Chuny Marquez)
- Emily Wagner (Doris Pickman)
- Lynn A Henderson (Pamela Olbes)
- Michelle Bonilla (Harms)
- Paul Benjamin (Al Ervin)

Cet épisode marque la première apparition de Mekhi Phifer (qui joue le rôle du Dr Gregory Pratt dans la série) en tant qu'acteur récurrent, et la dernière journée du Dr Greene au Cook County.

### Épisode 19:Frères et Sœurs
- États-Unis : 25 avril 2002 sur NBC

 États-Unis : 23,79 millions de téléspectateurs
- France : 10 novembre 2002 sur France 2

- Jason Wiles (Boscorrelli)
- Molly Price (Faith Yokas)
- Kathleen Whiloite (Chloë Lewis)
- Mekhi Phifer (Dr Greg Pratt)
- Abraham Benrubi (Jerry Markovic)
- Yvette Freeman (Haley Adams)
- Lily Mariye (Lily Jarvik)
- Deezer D (Malik)
- Kyle Richard (Dori)
- Dinah Lenney (Shirley)
- Lynn A Henderson (Pamela Olbes)
- Brian Lester (Dumar)
- Mitch Morris (Edwards)

### Épisode 20:La Lettre
- États-Unis : 2 mai 2002 sur NBC

 États-Unis : 25,79 millions de téléspectateurs
- France : 10 novembre 2002 sur France 2

- Mekhi Phifer (Dr Greg Pratt)
- Lisa Vidal (Sandy Lopez)
- Ellen Crawford (Lydia)
- Troy Evans (Frank Martin)
- Yvette Freeman (Haley Adams)
- Lily Mariye (Lily Jarvik)
- Deezer D (Malik)
- Dinah Lenney (Shirley)
- Emily Wagner (Doris Pickman)
- Lynn A Henderson (Pamela Olbes)
- Monté Russell (Zadro White)
- Paul Benjamin (Al Ervin)

Un matin comme un autre au Cook County, tout le personnel est sur le front et outre les cas qu'ils ont à traiter, ils doivent faire face à leurs problèmes personnels. Ainsi Susan s'inquiète de la situation de sa sœur ainsi que de sa nièce Suzy après que la première soit retombée dans ses addictions à la drogue (voir l'épisode précédent d'"Urgences" et le crossover de la série "New York 911" Saison 3 Épisode 19). Carter doit soigner un pêcheur qui s'est enfoncé un hameçon dans le visage et un SDF unijambiste qui s'est encore fait voler sa prothèse. De retour à la réception, il tombe sur un fax que Frank croit être adressé à Mark mais en réalité a été rédigé par Mark lui-même d'Hawaï à toute l'équipe de l'hôpital.  Carter décide de le lire à voix haute. Il rend hommage à l'ensemble du personnel et dit combien tout le monde lui manque. Il profite de la plage, de ses enfants et de son épouse. Alors qu'il en a terminé la lecture, il s'aperçoit d'un feuillet à part. Carter a la voix nouée car il s'agit d'un mot d'Elizabeth qui précise que Mark est parti au petit matin à 6h04, une heure qu'il adorait. Tout le monde est sous le choc et peut être Susan plus encore. Carter demande que l'ensemble de la lettre soit affichée sur le tableau d'information du personnel puis chacun reprend tant bien que mal son travail. Le SDF diabétique qui fut l'un des derniers patients de Mark est revenu aux urgences et c'est Carter et Pratt qui vont le soigner. Ce dernier continue à mépriser le cas de cet homme alors que Kerry qui vient d'arriver découvre la lettre de Mark et elle est bouleversée. Abby vient la réconforter mais déjà deux ambulances amènent un père et sa fille victimes d'un accident de voiture et qui sont sérieusement blessés. Carter s'occupe du papa et a des difficultés à savoir s'il faut l'intuber ou non. Romano qui débarque dans la salle opte pour une trachéotomie qui s'avérait la meilleure des solutions. Susan est au chevet de la fille, Mélissa, mais si ses blessures sont légères, le problème est ailleurs : elle a une tumeur cancéreuse au niveau des poumons qui n'est pas encore développée et qui n'a pas provoqué de symptômes. Elle doit être opérée immédiatement et Romano va s'en charger puisque Elizabeth est partie accompagner Mark jusqu'à ses derniers instants. Kerry qui suture un jeune handicapé qui s'est blessé s'aperçoit au loin que Romano découvre à son tour la lettre de Mark et il accuse le coup. Kerry s'énerve contre le jeune trisomique puis craque de tristesse en repensant à son collègue. Luka, Abby, Susan, Carter décident après leur service d'aller boire un verre en hommage à Mark dans l'un des bars qu'il aimait fréquenter. Kerry est aussi conviée. Elle hésite puis accepte l'invitation. Elle viendra avec Sandy, sa compagne. Pratt qui se morfond d'attendre son affectation pour l'an prochain reçoit enfin sa lettre et va demeurer au Cook County mais ce n'était pas son premier choix et il est déçu. 
Vers la fin de l'épisode, lorsque Gallant ne s'est pas senti bien à la vue du sang et que Carter vient le voir pour le réconforter, la mise en scène et une grande partie des dialogues sont similaires à un passage du pilote de la saison 1 où c'est le personnage de Mark Greene qui vient consoler le débutant John Carter qui a tourné de l'oeil.

### Épisode 21:Sur la plage
- États-Unis : 9 mai 2002 sur NBC

 États-Unis : 28,71 millions de téléspectateurs
- France : 17 novembre 2002 sur France 2

- Michael Michelle (Cleo Finch)
- John Aylward (Dr Donald Anspaugh)
- Hallee Hirsh (Rachel Greene)
- Abraham Benrubi (Jerry Markovic)
- Ellen Crawford (Lydia)
- Troy Evans (Frank Martin)
- Yvette Freeman (Haley Adams)
- Christine Harnos (Jennifer Simon)
- Michael Ironside (Dr Swift)

Au cours de cet épisode, le Dr Mark Greene (Anthony Edwards) décède, et son personnage quitte la série. Durant son enterrement, on peut noter une courte réapparition des personnages de Peter Benton et Cleo Finch (Eriq LaSalle et Michael Michele), crédités pour l'occasion comme personnages récurrents puisque exceptionnellement ils réintègrent ensembles le générique. C'est la dernière fois que l'on verra le personnage de Cleo Finch au cours de la série. Sont également présents ses anciens responsables : Donald Anspaugh et William Swift (John Aylward et Michael Ironside).

### Épisode 22:Épidémie
- États-Unis : 16 mai 2002 sur NBC

 États-Unis : 27,47 millions de téléspectateurs
- France : 17 novembre 2002 sur France 2

- Mekhi Phifer (Dr Greg Pratt)
- Abraham Benrubi (Jerry Markovic)
- Yvette Freeman (Haley Adams)
- Lily Mariye (Lily Jarvik)
- Deezer D (Malik)
- Emily Wagner (Doris Pickman)
- Lynn A Henderson (Pamela Olbes)
- Monté Russell (Zadro White)
- Demetrius Navarro (Morales)
- Michelle Bonilla (Harms)